# بين السرايات (مسلسل)
بين السرايات مسلسل مصري عُرض عام 2015، من إخراج سامح عبد العزيز وبطولة باسم سمرة وروجينا وسيمون وصبري فواز.

## قصة
يناقش العمل قضية التعليم والطلاب، وعلاقتهما بمنطقة بين السرايات التي تقبع فيها منطقة جامعة القاهرة، وتأثير التعليم والجامعة على المنطقة الشعبية وأهلها، ومشاكل المنطقة، وكيف تخدم المنطقة الجامعة وطلابها، وعلاقات الناس ببعضها، راصدًا حالات إنسانية في السياق.

## طاقم العمل
- باسم سمرة
- روجينا
- سيمون
- صبري فواز
- سيد رجب
- محمد الشرنوبي
- نجلاء بدر
- محمد شاهين
- نسرين أمين
- سلوى عثمان
- شيماء عصمت
- أيتن عامر
- سامي العدل
- عمرو عابد
- عماد العمروسي
- شيري مجدي
- مامادو
- غادة كامل
- هبة الجزار
- رحاب نصر
- سعيد طرابيك
- محمد عبد العليم
- ناصر عبد الله
- محمد فاروق أبو الدهب
- جيسي
- هالة هاشم
- برنسة البسط
- مختار
- علي الصاوي
- علي جمال الدين
- محمد حسني
- مصطفى يوسف
- تارا عماد
- تامر سعد
- سيد رجب
- رنا نور
- هداية سعيد